# تيمو إليس
تيمو إليس (بالإنجليزية: Timo Ellis)‏ هو موسيقي أمريكي، ولد في 7 يونيو 1970.

## وصلات خارجية
- الموقع الرسمي
- تيمو إليس على موقع IMDb (الإنجليزية)
- تيمو إليس على موقع ميوزك برينز (الإنجليزية)
- تيمو إليس على موقع ديسكوغز (الإنجليزية)